# Ностиц-Ринек, Иоганн Непомук фон
Граф Иоганн Непомук фон Ностиц-Ринек (нем. Johann Nepomuk von Nostitz-Rieneck; 24 марта 1768, Прага, Земли Чешской короны — 22 октября 1840, Прага, Земли Чешской короны) — австрийский кавалерийский военачальник, фельдмаршал-лейтенант (генерал-лейтенант; 1809). 

## Биография
Выходец из ветви фон Ностиц-Ринек графской семьи фон Ностиц, сын графа Франца Антона фон Ностиц-Ринека (1725—1794) и его жены, графини Елизаветы фон Коловрат-Краковской (1728—1815); племянник фельдмаршала Фридриха Морица фон Ностиц-Ринека (1728—1796).
Получил обстоятельное домашнее образование под руководством тщательно подобранных учителей. С 1784 года посещал Терезианскую военную академию в Винер-Нойштадте, а уже в 1785 году поступил в 3-й Лёгкий драгунский полк, шефом которого был его дядя. В составе этого полка  принимал участие в Австро-турецкой войне 1787—1791 годов, которая развивалась параллельно с Русско-турецкой войной, а австрийцы и русские взаимодействовали друг с другом, как союзники. В 1789 году, за отличия при осаде Белграда в составе армии под командованием Э.Г. Лаудона, фон Ностиц-Ринек был произведён в ротмистры.
Активный участник Войны первой коалиции (с 1793 года — майор). Сражался в Бельгии (участвовал, в частности, в сражениях при Туркуэне и при Хандшусхайме). С 1796 года — полковник. Сражался на Рейне (при Мангейме, при Эммендингене, в окрестностях Страсбурга), был дважды ранен в бою под Эглингеном. В конце 1796 года, после смерти бездетного дяди-фельдмаршала, унаследовал его состояние и поместья. 
Зимой 1800/1801 был произведён в генерал-майоры. В ходе войны 1805 года конница Ностица вошла в состав арьергарда русской армии М.И. Кутузова. Ностиц сражался вместе с русскими в битве при Кремсе (11 ноября 1805 года), где успешно контратаковал французские войска маршала Мортье. 15 ноября того же года в составе арьергарда под командованием князя Багратиона сражался при Шенграберне против конницы маршала Мюрата. В ходе битвы при Аустерлице командовал кавалерией, приданной австрийскому пехотному корпусу М. фон Кинмайера а затем прикрывал его отступление с поля боя, причём сумел со своей кавалерий изрубить одну из преследующих колонн французской пехоты, относившуюся к корпусу маршала Даву и взять 300 пленных. Несмотря на это, после аустерлицкого поражения был отправлен в долгосрочный отпуск.
В 1808 году вернулся на службу и в начале кампании 1809 года принял командование кавалерийской дивизией 1-го австрийского пехотного корпуса графа Бельгарда. 18 мая 1809 года был произведён в фельдмаршал-лейтенанты. Со своими кавалеристами находился в эпицентре Аспернского сражения, причём под ним были убиты две лошади. В битве при Ваграме сражался на левом фланге, был ранен, после чего вновь находился в отпуске до 1813 года.
С началом войны 1813 года вернулся на службу и возглавил Кирасирский корпус (56 эскадронов). Во главе корпуса принимал участие в трёхдневном Лейпцигском сражении, причём 16 октября, атакуя во главе своих кирасир, успешно прикрыл русскую пехоту П.Х. Витгенштейна, отбросив наступающие французские войска Удино и Мортье, а 18 октября был дважды ранен. За заслуги в Лейпцигском сражении был награждён командорской степенью Военного ордена Марии-Терезии — высшей австрийской наградой за доблесть в бою.
В кампанию 1814 года оправившийся от ран граф Ностиц действовал в составе войск под командованием принца Гессен-Гомбургского, имея под своим началом 40 эскадронов кавалерии. Начав наступление из Вюртемберга, пройдя через швейцарский Шаффхаузен и независимый в то время Нёвшатель, 9 января фон Ностиц-Ринек стоял перед Безансоном а 19 января достиг Дижона. В марте 1814 года во главе кирасирского корпуса сражался при Арси-сюр-Об и при Фер-Шампенуазе, 23 марта преследовал отступающих французов до Витри. После взятия союзниками Парижа, кирасиры Ностица были расквартированы в Шалон-сюр-Сон. 1 октября 1814 года в Дижоне состоялся большой парад, организованный для союзных монархов, в котором Ностиц участвовал во главе шести кирасирских полков. 
В январе 1816 году фон Ностиц-Ринек получил двухлетний отпуск, который в дальнейшем несколько раз продлевал, пока в 1821 году окончательно не вышел в отставку. Скончался он в Праге в 1840 году.
Среди других наград фон Ностиц-Ринек имел русский орден святой Анны 1-й степени (был награждён 10 декабря 1813 года, за Лейпцигское сражение).

## Семья
Фельдмаршал-лейтенант фон Ностиц-Ринек был женат дважды. Его первой женой стала русская аристократка графиня Софья Апраксина (1778—1802). В этом браке родилось четверо детей: две дочери и два сына, однако, до взрослого возраста дожили только две дочери — Елизавета (1799—1884) и Аделаида (1802—1887).
В 1803 году фон Ностиц-Ринек женился вторично — на австрийской графине Антонии фон Шлик цу Бассано (1783—1830). В этом браке родилось семь детей, из которых до взрослого возраста дожили четверо: Мария Филиппина (1804—1876), Герман (1812—1895; стал генералом от кавалерии); Альберт (1807—1871; стал высокопоставленным чиновником) и Зигмунд (1815—1890).